# Cistite interstiziale
La cistite interstiziale, chiamata anche sindrome del dolore pelvico, è una malattia cronica della vescica che provoca dolore, urgenza e frequenza nella minzione.
Nonostante fino a pochi anni fa occorresse un tempo medio di 5 anni per giungere a una diagnosi di cistite interstiziale, oggi Internet ha permesso di raggiungere molte persone che un tempo non avevano accesso alle informazioni in generale e a quelle mediche in particolare. Tuttavia la diagnosi di questa condizione eterogenea, meglio definibile come cistite interstiziale/sindrome del dolore vescicale (IC/PBS, Interstitial Cystitis/Painful Bladder Syndrome) secondo le raccomandazioni internazionali, non è facile, in quanto la patologia va sospettata, e questo non è sempre semplice trattandosi di patologia di interesse prettamente specialistico urologico.
Piuttosto “sfaccettate” le modalità con cui i sintomi, vari e con sfumature spesso diverse, compaiono ed evolvono poi nel tempo, e inoltre la complessità spesso nasce dalla varietà di altre condizioni che si associano a questa malattia, per motivi ancora da chiarire, e che riguardano organi e apparati anche lontani dalla vescica. La componente “dolore”, introdotta giustamente nella definizione, viene vissuta spesso in modo differente nella singola persona, e ciò spiega in parte alcune differenze nella manifestazione clinica; l'altro elemento è che si inizia ormai a considerare la condizione un problema, se non sistemico, comunque coinvolgente organi e apparati diversi, il che condiziona il trattamento, necessariamente multimodale.
Nonostante il nome, la cistite interstiziale è ben diversa dalla comune cistite, causata da batteri specifici. Essa è provocata da un'alterazione cellulare delle pareti della vescica, la cui causa è ancora ignota. Le lesioni di natura multipla dell'epitelio interno, a contatto con gli acidi presenti nelle urine, comportano un aumento della sensibilità nervosa locale che regola il dolore e incrementa la ricezione dello stimolo ad urinare a livello d'organo.

## Epidemiologia
90% nel sesso femminile, tutte le età sono interessate. Le stime di prevalenza, non semplici per l'assenza di criteri diagnostici certi condivisi, registrano un incremento costante, come mostrano i dati negli USA a partire dal 1975: 18/100 000; 1995: 67/100 000; 2005: 230/100 000. La malattia sembra non risparmiare neanche l'età pediatrica.

## Eziopatogenesi
Sono diversi i punti oscuri che riguardano l'eziopatogenesi, il meccanismo di insorgenza della IC/PBS. A volte si può identificare un evento scatenante, un'infezione delle vie urinarie, un intervento chirurgico, una malattia virale, un evento traumatico. Una sensazione di dolore/fastidio/pressione vescicale spesso diviene preminente. In un modello animale (felino) si è osservato che esiste uno squilibrio tra la produzione ormonale di cortisolo ed il sistema nervoso simpatico, che risulta iperattivo, come indica l'aumentata produzione di ormoni della corteccia surrenalica. Un'insufficiente o alterata composizione dello strato di GAGs (glicosaminoglicani) della parete vescicale può esporre la sottomucosa alla azione di sostanze dannose o irritanti contenute nelle urine, o di agenti patogeni in grado di evocare una risposta infiammatoria.
La involuzione del “coating” uroteliale e la conseguente possibile diffusione di molecole “nocive” contenute nelle urine possono raggiungere ed attivare i mastociti sottouroteliali ed innescare una serie di reazioni “neuro-immuno-endocrine”. Questa sequenza ha il pregio di cercare una spiegazione unificante: esiste infatti spesso un disordine del sistema immunitario, come l'aumento di cellule mononucleate, linfociti T e B, i fattori del complemento CD4 e CD8 nel'urotelio, gli autoanticorpi ANF, e l'attivazione dei mastociti, che solitamente si osserva in risposta a stimoli di natura allergica per ipersensibilità di tipo 1, oppure in risposta a stimoli non-allergici (Coli fimbriati, sostanza P, tossine batteriche, virus del morbillo). La “up-regulation” delle afferenze sensitive vescicali è all'origine dei sintomi urgenza-frequenza e/o dolore. Un ulteriore contributo alla comprensione di questa patologia, della prostatite cronica abatterica maschile, e quindi della triade/circolo vizioso che le contraddistingue “tensione-ansia-dolore”, è il ruolo attribuito da Wise e Anderson allo stato di contrazione cronica della muscolatura del pavimento pelvico, condizionante ipossia ed attività in anaerobiosi, e come conseguenza stato disfunzionale e dolore.

## Diagnosi
La raccolta della storia clinica deve essere dettagliata, e accompagnata dall'esame fisico e dagli esami di laboratorio e strumentali più idonei in ciascun caso. Tipicamente vengono riferiti aumento della frequenza minzionale, da 8-10 volte fino a oltre 30 volte nelle 24 ore, inoltre urgenza, e dolore variamente descritto come bruciore/fastidio/peso in regione vescicale-perineale-uretrale-vaginale. Certi cibi o bevande possono risvegliare il dolore, lo svuotamento della vescica lo riduce, riducendosi la distensione delle sue pareti. Spesso esiste dispareunia, e la urocoltura è negativa, anche se la disfunzione uroteliale esistente può rendere più facile il recidivare di infezioni batteriche delle vie urinarie. Questi sintomi dovrebbero indurre a sospettare la CI/PBS. L'esame pelvico consente di evocare dolorabilità in regione sovra pubica, della parete vaginale anteriore e della base vescicale, oltre ad un ipertono del muscolo elevatore dell'ano, rilevabile con esplorazione vaginale (sesso femminile) o rettale (sesso maschile).
Tale ipertono molto spesso è responsabile di una difficoltà nello svuotamento della vescica, che si esprime con una minzione a volte prolungata, che richiede la contrazione del torchio addominale per essere completata, e può avvenire in più tempi. Il cotton swab test permette di valutare la vulvodinia, che può concomitare in una parte dei casi. La relazione fra le due condizioni è significativa, ed ha implicazioni negative sulla funzione sessuale.
Dovrebbero far pensare a questa diagnosi anche una storia riferita di “cistiti ricorrenti” senza risposta apprezzabile alla terapia antibiotica, un dolore cronico in sede pelvica non spiegabile con altre patologie, nel sesso maschile una prostatite cronica abatterica (CPPS), oppure sintomi attribuiti a “vescica iperattiva” non modificati dalla terapia anticolinergica.
Edema ciclico idiopatico ortostatico
Malattie allergiche (asma etc.).

## Clinica
Come anticipato, la raccolta accurata dell'anamnesi e l'esame fisico consentono di poter sospettare tale condizione. Si possono riconoscere due tipi di CI/PBS, la forma non ulcerativa, più comune, caratterizzata dalla presenza di “petecchie emorragiche” che compaiono con la cistoscopia e distensione vescicale, osservabile nel 90% dei casi, anche se tale procedura comporta sia falsi positivi che falsi negativi. Nel 5-10% dei casi mediante cistoscopia si può rilevare una o più lesioni ulcerative della mucosa vescicale. I criteri diagnostici sono tuttora in corso di ridefinizione, esistono anche dei markers diagnostici, anche se per ora sono impiegati prevalentemente per uso investigativo, sono l'APF (anti proliferative factor), l'HB-EGF (heparin binding epidermal growth factor), GP51, EGF.
Patologie concomitanti: sindrome del colon irritabile, fibromialgia, sindrome della fatica cronica, vulvodinia, fenomeno di Raynaud, cefalea cronica, sindrome di Sjögren, tiroidite cronica autoimmune, ipersensibilità chimica multipla (MCS), endometriosi, HPV.

## Trattamento
Non esiste una terapia risolutiva in tutti i casi identificati, esistono tuttavia varie terapie disponibili. Il trattamento standard è multimodale. Varie modalità di trattamento, farmacologiche e non, sono in via di sperimentazione, e pertanto soggette ad aggiornamento continuo. L'obiettivo del trattamento è eliminare le varie cause che possono essere all'origine del dolore: si può in vari casi rilevare l'esistenza di alterazioni delle strutture ossee della colonna, del bacino o degli arti inferiori di varia natura, congenita, traumatica, degenerativa etc; ciò può avvenire anche per compensare l'asimmetria della postura o dell'andatura, comporta una condizione di ipertono delle strutture muscolo-fasciali del pavimento pelvico, e da tale disfunzione posturale statica e/o dinamica può derivare il dolore e parte dei sintomi uro-genitali con la sequenza: affaticamento muscolare-ipossia-dolore esercitata sulle strutture muscolo-nervose. In alcuni casi si produce un'azione di compressione o di stiramento del nervo pudendo, e tale situazione condiziona un dolore particolarmente insistente. Pertanto la riabilitazione perineale in questo caso svolge il ruolo di ottenere un rilasciamento delle strutture muscolo-fasciali della muscolatura pelvica: 
Un trattamento precoce ed efficace probabilmente previene lo sviluppo di uno stadio più avanzato della malattia; pertanto riguardo a ciò ha un ruolo specifico riparare la disfunzione uroteliale, il trattamento della infiammazione neurogenica e della coesistente attivazione mastocitaria. La terapia farmacologica orale comprende il pentosanpolisolfato, antistaminici,, anti-infiammatori con azione antiossidante (prodotti da banco), palmitoiletanolamide (+ polidatina), amitriptilina, la terapia del dolore. La terapia endovescicale, impiegata in passato e attualmente, comprende il Dimetilsulfossido (Rimso), l'eparina, l'acido ialuronico, ed ancora la condroitina e l'acido ialuronico associato alla condroitina. 
La dieta e lo stile di vita svolgono un ruolo specifico, così come hanno un ruolo importante la fisioterapia pelvica intesa in questi casi come attività, guidata e spontanea, di stiramento, massaggio e rilasciamento miofasciale della muscolatura pelvica con manovre ed esercizi, e con stimolazione elettrica o applicazione di ultrasuoni. 
Altri tipi di trattamento impiegati sono la neuromodulazione sacrale, e la iniezione detrusoriale di tossina botulinica, che sono tuttora oggetto di investigazione in questa patologia. 
La chirurgia va considerata come ultima opzione, nei casi più refrattari a tutti i trattamenti conservativi adottati e nel trattamento delle lesioni ulcerative.
Inoltre la terapia del dolore svolge, per quanto detto, un ruolo essenziale.

## Patologie associate
Fibromialgia, colon irritabile, malattia infiammatoria intestinale (PID), vulvodinia, endometriosi, cefalea, allergie, malattie autoimmuni, sindrome della fatica cronica.